# Boredoms

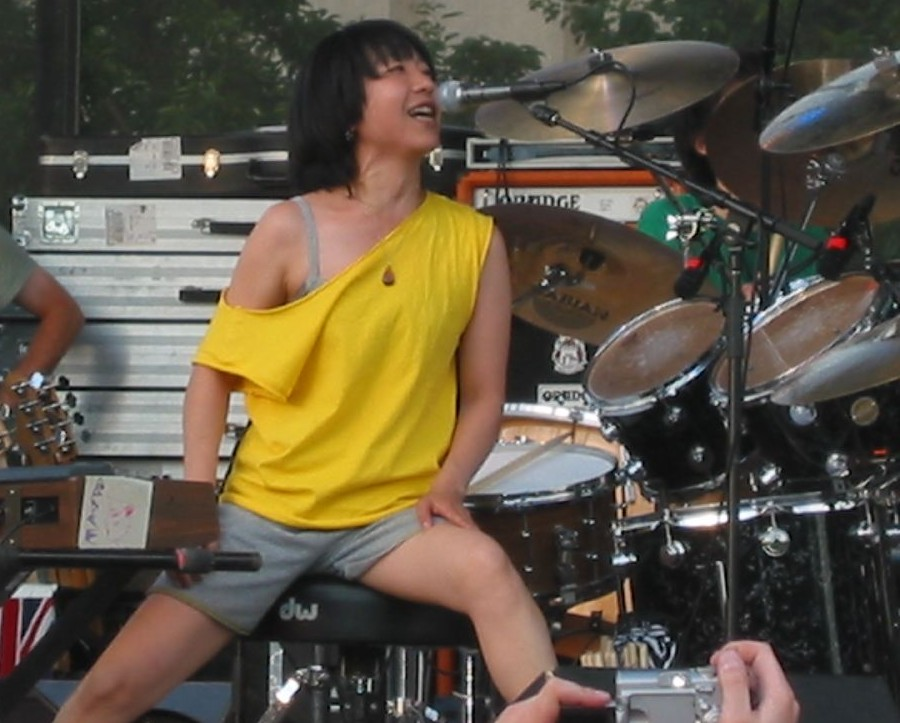
Yoshimi P-We, sångare i Boredoms

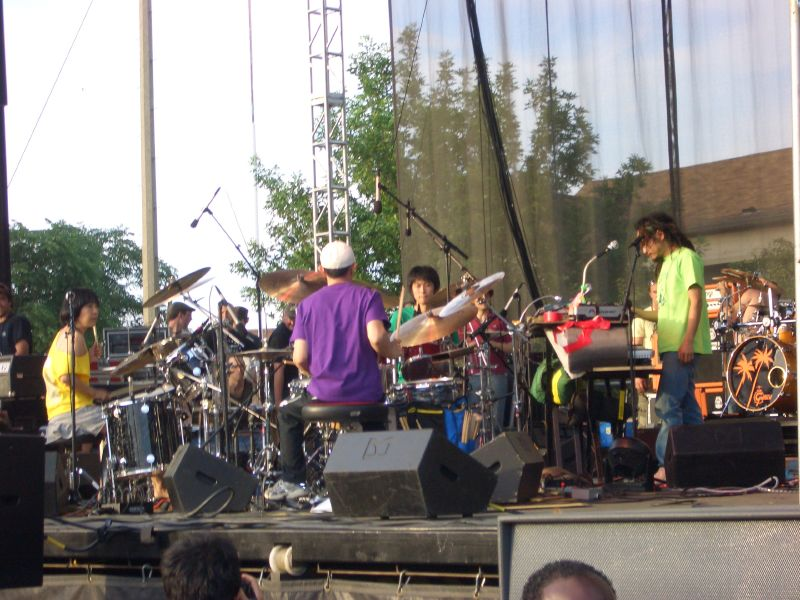
Boredoms live 2006 på Intonation Music Festival, Chicago

Boredoms (ボアダムス) är en avant-garde-musikgrupp från Osaka, Japan som startades 1986. Det är svårt att kategorisera bandet i någon genre, eftersom deras olika alster varierar väldigt, men man brukar klassificera bandet inom noiserock. Precis som en del av Naked City's musik, så tenderar Boredoms att plötsligt och drastiskt ändra tempo, genre och stämning, i låtarna. Dock har deras senare musik, till stor del, baserat sig på repetition.
Boredoms har varit relativt framgångsrika i Japan men det har varit lite si och så med framgångarna i resten av världen. Man nådde en viss ryktbarhet i USA genom att spela förband åt Sonic Youth 1992 och åt Nirvana 1993.
Bandets diskografi är stor och förvirrande. Bandmedlemmar har kommit och gått genom åren och ofta använt en mängd olika artistnamn. Sångaren Yamatsuka Eye har dock alltid varit en central figur i gruppen, även om han har bytt namn tre gånger (från Yamataka Eye till Yamantaka Eye och till Yamatsuka Eye). Innan han var med och bildade Boredoms hade Eye ett annat band vid namn Hanatarash (vilket betyder något i stil med "snornäsan" på japanska) på 1980-talet. Det går många rykten om vilda Boredoms-spelningar men de flesta av dessa rykten ska faktiskt vara sanna om Hanatarash. Vid ett tillfälle ska bandet ha orsakat skador för över hundratusen kronor.
Boredoms senaste skiva Seadrum/House of Sun släpptes 2004 och på denna skiva har gruppen valt att skriva sitt namn som V∞redoms.

## Diskografi (i urval)
- 1986 Anal by Anal
- 1988 Onanie Bomb Meets the Sex Pistols
- 1988 Boretronix 1
- 1989 Boretronix 2
- 1989 Soul Discharge
- 1990 Boretronix 3
- 1992 Wow 2
- 1993 Pop Tatari
- 1993 Super Roots
- 1994 Chocolate Synthesizer
- 1994 Super Roots 2
- 1994 Super Roots 3
- 1995 Super Roots 5
- 1996 Super Roots 6
- 1996 2001 Boredoms
- 1998 Super Roots 7
- 1998 Super Go!!!!!
- 1998 Super Ae
- 1998 Super 77/Super Sky
- 1999 Super Roots 8
- 1999 Vision Creation Newsun EP
- 1999 Vision Creation Newsun 2xCD Boxset
- 2000 Vision Creation Newsun
- 2000 Rebore Vol. 1 by DJ UNKLE
- 2000 Rebore Vol. 2 by DJ Ken Ishii
- 2001 Rebore Vol. 3 by DJ Krush
- 2001 Rebore 0: Vision Recreation by Eye
- 2001 "Free (End of Session version)", på Sharin' in the Groove
- 2004 Seadrum/House of Sun

Not: datumen är året för releasen i Japan